# Peter Cargill
Peter Cargill (Saint Ann Parish, 1964. március 2. – Saint Ann Parish, 2005. április 15.) jamaicai válogatott labdarúgó.
A jamaicai válogatott tagjaként részt vett az 1998-as CONCACAF-aranykupán és az 1998-as világbajnokságon.